# Combinatieklassement Ronde van Frankrijk
Het combinatieklassement was een klassement in de wielerkoers Ronde van Frankrijk. Het klassement was actief tussen 1968 en 1989, met uitzondering van de jaren 1975-1979 en 1983-1984. Het combinatieklassement was gebaseerd op de klassering van een renner in alle andere klassementen: de gele trui, groene trui, de bolletjestrui en (tussen 1983 en 1989) de rode trui. De leider in het combinatieklassement werd daarom beschouwd als de meest allround renner. 
Tussen 1968 en 1974 werd het combinatieklassement beloond met een witte trui. Omdat vanaf 1975 de witte trui aan de beste in het jongerenklassement werd uitgereikt, droeg de leider van het combinatieklassement bij de herintroductie in 1985 de lapjestrui (combinatietrui), tot de laatste editie in 1989.

## Winnaars combinatieklassement
- 1968:  Franco Bitossi
- 1969:  Eddy Merckx
- 1970:  Eddy Merckx
- 1971:  Eddy Merckx
- 1972:  Eddy Merckx
- 1973:  Joop Zoetemelk
- 1974:  Eddy Merckx
- 1980:  Ludo Peeters (Grand Prix TF 1)
- 1981:  Bernard Hinault (Grand Prix TF 1)
- 1982:  Bernard Hinault (Grand Prix TF 1)
- 1985:  Greg LeMond
- 1986:  Greg LeMond
- 1987:  Jean-François Bernard
- 1988:  Steven Rooks
- 1989:  Steven Rooks

 winnaars gele trui · 
 puntenklassement · 
 bergklassement · 
 jongerenklassement · 
 tussensprintklassement · 
 combinatieklassement · 
 ploegenklassement · 
 strijdlust · 
rode lantaarn
records · meeste deelnames · ranglijst etappewinnaars · bekende beklimmingen · valpartijen · dopinggevallen · Grand Départ · Souvenir Henri Desgrange
1903 · 
1904 · 
1905 · 
1906 · 
1907 · 
1908 · 
1909 · 
1910 · 
1911 · 
1912 · 
1913 · 
1914 ·
1915 ·
1916 ·
1917 ·
1918 · 
1919 · 
1920 · 
1921 · 
1922 · 
1923 · 
1924 · 
1925 · 
1926 · 
1927 · 
1928 · 
1929 · 
1930 · 
1931 · 
1932 · 
1933 · 
1934 · 
1935 · 
1936 · 
1937 · 
1938 · 
1939 · 
1940 ·
1941 ·
1942 ·
1943 ·
1944 ·
1945 ·
1946 ·
1947 · 
1948 · 
1949 · 
1950 · 
1951 · 
1952 · 
1953 · 
1954 · 
1955 · 
1956 · 
1957 · 
1958 · 
1959 · 
1960 · 
1961 · 
1962 · 
1963 · 
1964 · 
1965 · 
1966 · 
1967 · 
1968 · 
1969 · 
1970 · 
1971 · 
1972 · 
1973 · 
1974 · 
1975 · 
1976 · 
1977 · 
1978 · 
1979 · 
1980 · 
1981 · 
1982 · 
1983 · 
1984 · 
1985 · 
1986 · 
1987 · 
1988 · 
1989 · 
1990 · 
1991 · 
1992 · 
1993 · 
1994 · 
1995 · 
1996 · 
1997 · 
1998 · 
1999 · 
2000 · 
2001 · 
2002 · 
2003 · 
2004 · 
2005 · 
2006 · 
2007 · 
2008 · 
2009 · 
2010 · 
2011 · 
2012 · 
2013 · 
2014 · 
2015 · 
2016 · 
2017 · 
2018 · 
2019 ·
2020 · 
2021 · 
2022 · 
2023 · 
2024 · 
2025